# فيروس العتائق
فيروس العتائق هو فيروس يصيب العتائق ويتنسخ ضمنها، والعتائق هي نطاق من الكائنات وحيدة الخلية بدائية النواة. توجد فيروسات العتائق، مثل عوائلها، في جميع أنحاء العالم، بما في ذلك البيئات القاسية غير المضيافة لمعظم أشكال الحياة مثل الحِمام الحمضية والمسطحات المائية شديدة الملوحة وفي قاع المحيط. عُثر عليها أيضًا في جسم الإنسان. وُصف أول فيروس عتائق معروف في عام 1974، ومنذ ذلك الحين، اكتُشفت مجموعة كبيرة ومتنوعة من فيروسات العتائق، وتملك معظمها خصائص مميزة غير موجودة في الفيروسات الأخرى. لا يُعرف سوى القليل عن عملياتها البيولوجية، مثل كيفية تنسخها، ولكن يُعتقد أن لها العديد من الأصول المستقلة، بعضها يسبق آخر سلف مشترك للعتائق.
كان أغلب التنوع الذي لوحظ في فيروسات العتائق في شكلها المورفولوجي. تكون أجسامها الكاملة، التي تسمى فيريونات، بأشكال مختلفة، إما بشكل مغازل أو بشكل الليمون أو العصي أو القوارير أو القطرات أو الملفات. يحتوي بعضها على غلاف فيروسي، وهو غشاء دهني يحيط بالقفيصة الفيروسية، والذي يخزن الجينوم الفيروسي. في بعض الحالات، يحيط الغلاف بالجينوم ضمن القفيصة. تحتوي جميع فيروسات العتائق المعروفة على جينومات مكونة من الحمض النووي الريبوزي منقوص الأكسجين (دنا)، لكن بعضها قد يحتوي على جينومات مكونة من الحمض النووي الريبوزي (رنا). تحوي جميع الأنواع المعروفة تقريبًا على جينومات دنا مزدوجة الشريط، ونسبة قليلة تحوي جينومات دنا أحادية الشريط. معظم الجينات المشفرة بواسطة فيروسات العتائق ليس لها وظيفة معروفة أو أي تشابه مع جينات أخرى.
مقارنةً بالفيروسات البكتيرية وحقيقية النوى، وُصف عدد قليل من فيروسات العتائق بالتفصيل. رغم ذلك، تلك التي تمت دراستها متنوعة للغاية ومصنفة إلى أكثر من 20 عائلة، وأغلبها لا علاقة لها بأي فيروسات أخرى معروفة. بشكل عام، يمكن تصنيف جميع فيروسات العتائق ضمن مجموعتين واسعتين: تلك التي ترتبط بالفيروسات البكتيرية وحقيقية النوى وتلك التي ليست كذلك. تشمل المجموعة الأولى الفيروسات الموجودة في عالمي دوبلودنافيريا وفاريدنافيريا، والتي من المحتمل أن يكون لها أصول قديمة تسبق آخر سلف مشترك للعتائق، وتشمل الثانية عالم أدنافيريا وجميع عائلات فيروسات العتائق غير المنسوبة لأصنوفات أعلى، والتي يُعتقد أن أصولها أحدث من العناصر الوراثية المتحركة غير الفيروسية مثل البلازميدات.
تعد طرق تفاعل فيروسات العتائق مع العائل والبيئة غير معروفة إلى حد كبير. تسبب معظمها عدوى مستمرة، يُنتج خلالها النسل باستمرار بمعدل منخفض دون قتل عوائلها من العتائق. تطور بعضها إلى جانب عوائلها، تكيفًا مع البيئات التي تعيش فيها العتائق. مثلًا، تنمي فيروسات بيكودا ذيلين على طرفين متعاكسين من جسمها بعد مغادرتها خلية العائل، ما قد يساعدها في العثور على عائل جديد في بيئات ضئيلة العوائل. في المحيطات، يُعتقد أن فيروسات العتائق تلعب دورًا رئيسيًا في إعادة تدوير العناصر الغذائية، خاصةً في قاع المحيط حيث تكون سببًا رئيسيًا للوفاة. بالنسبة لبعض فيروسات العتائق في البيئات شديدة الملوحة، يمكن أن يؤثر مستوى الملوحة على درجة العدوى وسلوك الفيروس.
تشمل مجالات البحث في علم فيروسات العتائق اكتساب فهم أفضل لتنوعها والتعرف على أساليب تنسخها. بعض البيئات، مثل الحِمام الحمضية، تكاد تكون مأهولة بشكل حصري بالعتائق، لذلك، تعد هذه البيئات فائقة الأهمية لدراسة كيفية تفاعل فيروسات العتائق مع عوائلها. نظرًا لأن جزءًا كبيرًا من جيناتها ليس له وظيفة معروفة، توجد كمية كبيرة من المواد الجينية التي يجب استكشافها. في العقود الأولى من أبحاث فيروسات العتائق، اكتشف ولفرام زيليغ وزملاؤه العديد من عائلات فيروسات العتائق. منذ عام 2000، اكتشفت طرق البحث، مثل الميتاجينومية، العديد من فيروسات العتائق الجديدة، وساعدت طرق التحليل مثل المجهر الإلكتروني فائق البرودة والتصاحب الجيني على فهم تاريخها التطوري بشكل أفضل.

## البحث
بالمقارنة مع الفيروسات البكتيرية وحقيقية النوى، لا يُعرف الكثير عن فيروسات العتائق. تشمل مجالات الاهتمام بين علماء فيروسات العتائق اكتساب فهم أفضل لتنوع هذه الفيروسات، وكيفية تأثيرها على البيئة وتطور المجتمعات الميكروبية، وكيفية تفاعل فيروسات العتائق مع عوائلها، وماهية الوظائف التي تقوم بها الجينات المشفرة بواسطة فيروسات العتائق، وشكل فيروسات العتائق بالإضافة إلى دورة النسخ الخاصة بها.
تهيمن العتائق على الحِمام عالية الحرارة ومنخفضة الأس الهيدروجيني في جميع أنحاء العالم، مثل تلك الموجودة في متنزه يلوستون الوطني، إلى الحد الذي تغيب فيه حقيقيات النوى وتشكل البكتيريا نسبة صغيرة فقط من الكتلة الحيوية الخلوية الموجودة. بالإضافة إلى ذلك، عادةً ما يكون التنوع ضئيلًا في هذه البيئات، مع وجود أقل من عشرة أنواع من العتائق في كل منطقة معينة. هذا يجعل البيئة مفيدة لدراسة آلية تفاعل فيروسات العتائق مع عوائلها في غياب الميكروبات الأخرى. لم يُجرى أي بحث نسبيًا حول فيروسات العتائق أليفة الحرارة المعتدلة، خاصةً بالمقارنة مع الفيروسات البكتيرية في هذه البيئات.
عُزلت معظم فيروسات العتائق الموصوفة من بيئات شديدة الحرارة الجوفية وشديدة الملوحة حيث تسود العتائق. في المقابل، لا يُعرف الكثير عن فيروسات العتائق من البيئات البحرية والتربة وجسم الإنسان. في البشر، تعيش العتائق في تجويف الفم والجلد والأمعاء، إذ تشكل نحو 10% من الجزء اللاهوائي للأمعاء البشرية. رغم ذلك، لا توجد عتائق مرتبطة بالمرض لدى البشر، ولا يُعرف عن أي فيروس عتائق أنه يساهم في ظهور أي مرض لدى البشر.